# 台東区立黒門小学校
台東区立黒門小学校（たいとうくりつ くろもんしょうがっこう）は、東京都台東区上野一丁目（黒門町）にある公立小学校。
江戸時代、現在の上野公園一帯（約３５万坪）には、徳川将軍家の祈祷・菩提寺として歴代将軍から厚い庇護を受けていた東叡山寛永寺が有った。歴代の住職は天皇の皇子が務めており、比叡山延暦寺の座主と日光山輪王寺門跡を兼ねていて、日本の宗教界の頂点に君臨し、寛永寺に居住していた。寛永寺の入り口の総門は黒門と呼ばれていたので、門に近い町の名前には元黒門、西黒門、東黒門等、黒門に因んだものが多く、学校が設立される時に地域に根付いた黒門という名称を校名として採用した。ちなみに黒門小学校のすぐ側に住んでいた落語界の大名人である桂文楽は黒門町の師匠と呼ばれていた。

## 概要
明治43年5月7日創立。江戸時代から日本を代表する繁華街である上野の街をそっくり学区域に持つ小学校である。校舎は都内でも少なくなった関東大震災後の復興小学校（1930年竣工）を、現役の校舎として使用していて重厚な雰囲気を醸し出している。また建築当初からある地下の防空壕と二宮金次郎像もそのまま残っている。
現存する震災復興校舎の中でも名建築として高く評価されている校舎を文化財・歴史的建造物として保存し、また現役の校舎として永く使い続ける為に東京芸大などの専門家が監修して耐震化を含めた改修工事を2014年（平成26年）から2019年（平成31年）3月までに実施。創建当時の優美な佇まいを取り戻した。
現校舎建築当初から1989年（平成元年）まで使っていた旧講堂には、戦前に御真影を安置していた奉安殿が残っていたが、旧講堂を体育館として改修した際に消滅した。
黒門小学校の校長は、数校での校長経験、行政経験（東京都教育委員会や都内の教育委員会での管理職）、校長会や全国組織の各教科の研究会の役員などを経験してから就任するのが慣例となっている。特に道徳研究の全国組織の会長を経験した者が多く、昭和40年代には全国の先駆けとなる道徳授業を実践していた。また文部科学省等の研究指定校などを数多く経験している。
卒業生の殆どが私立・国立の有名中学に進学する為に、千代田区の番町小や中央区の泰明小などと共に都内を代表する公立小学校の名門として広く認知されていて、都内や近県からの区域外就学児が児童の半数以上を占めている。
上野にある小学校として、上野公園内にある文化施設との連携・協力も密にしており、地の利を生かした教育活動を実践している。
黒門小学校育ての会（PTA組織）を中心として、同窓会や地域との連携を行いながら黒門小学校の教育活動や児童の為に活動を積極的に行っている。
2023年（令和5年）1月 - 全教科 区研究協力校となる。

## 校歌
作曲 山田耕筰　　作詞 笹川臨風

## 通学区域
東京都台東区教育委員会によって指定されている黒門小学校の通学区域は、以下の通り。
- 上野一丁目（全域）
- 上野二丁目（全域）
- 上野三丁目（全域）
- 上野四丁目（全域）
- 上野五丁目（10番-27番）
- 上野六丁目（全域）
- 池之端一丁目（1番）

## 進学先中学校
公立中学校に進学する場合は次の3校が東京都台東区教育委員会により指定されている。
- 台東区立上野中学校 - 上野一丁目、上野二丁目、池之端一丁目（1番）から通う児童
- 台東区立御徒町台東中学校 - 上野三丁目（1番-9番、27番1号-6号・11号-13号）、上野五丁目（10番-19番、20番1号-4号・11号-16号、21番-27番）、上野六丁目（1番-4番）から通う児童
- 台東区立忍岡中学校 - 上野三丁目（10番-26番、27番7号-10号・14号、28番、29番）、上野四丁目、上野五丁目（20番5号-10号）、上野六丁目（5番-16番）から通う児童

## 著名な出身者
- 岡野俊一郎 - 国際オリンピック委員会委員、日本サッカー協会名誉会長
- 小椋佳 - 歌手、音楽家
- 石井ふく子 - 演出家
- 山田耕筰 - 作曲家
- 山本善之助 - 写真家
- 上田令子 - 政治家